# Liste der Biografien/Horr
Liste der Biografien |
Portal Biografien |
Personensuche
# |
A |
B |
C |
D |
E |
F |
G |
H |
I |
J |
K |
L |
M |
N |
O |
P |
Q |
R |
S |
T |
U |
V |
W |
X |
Y |
Z |
?
 
Ha |
Hd |
He |
Hi |
Hj |
Hk |
Hl |
Hm |
Hn |
Ho |
Hr |
Hs |
Ht |
Hu |
Hv |
Hw |
Hy
 
Hoa |
Hob |
Hoc |
Hod |
Hoe |
Hof |
Hog–Hok |
Hol |
Hom |
Hon |
Hoo |
Hop |
Hoq |
Hor |
Hos |
Hot |
Hou |
Hov |
How |
Hox |
Hoy |
Hoz
 
Hora |
Horb |
Horc |
Hord |
Hore |
Horf |
Horg |
Horh |
Hori |
Horj |
Hork |
Horl |
Horm |
Horn |
Horo |
Horp |
Horr |
Hors |
Hort |
Horu |
Horv |
Horw |
Horx |
Hory |
Horz
Die Liste der Biografien führt alle Personen auf, die in der deutschsprachigen Wikipedia einen Artikel haben. Dieses ist eine Teilliste mit 44 Einträgen von Personen, deren Namen mit den Buchstaben „Horr“ beginnt.

## Horr
- Horr, Bill (1880–1955), US-amerikanischer Leichtathlet und American-Football-Trainer
- Hörr, Carlo (* 1998), deutscher TurnerCarlo Hörr (* 1998)

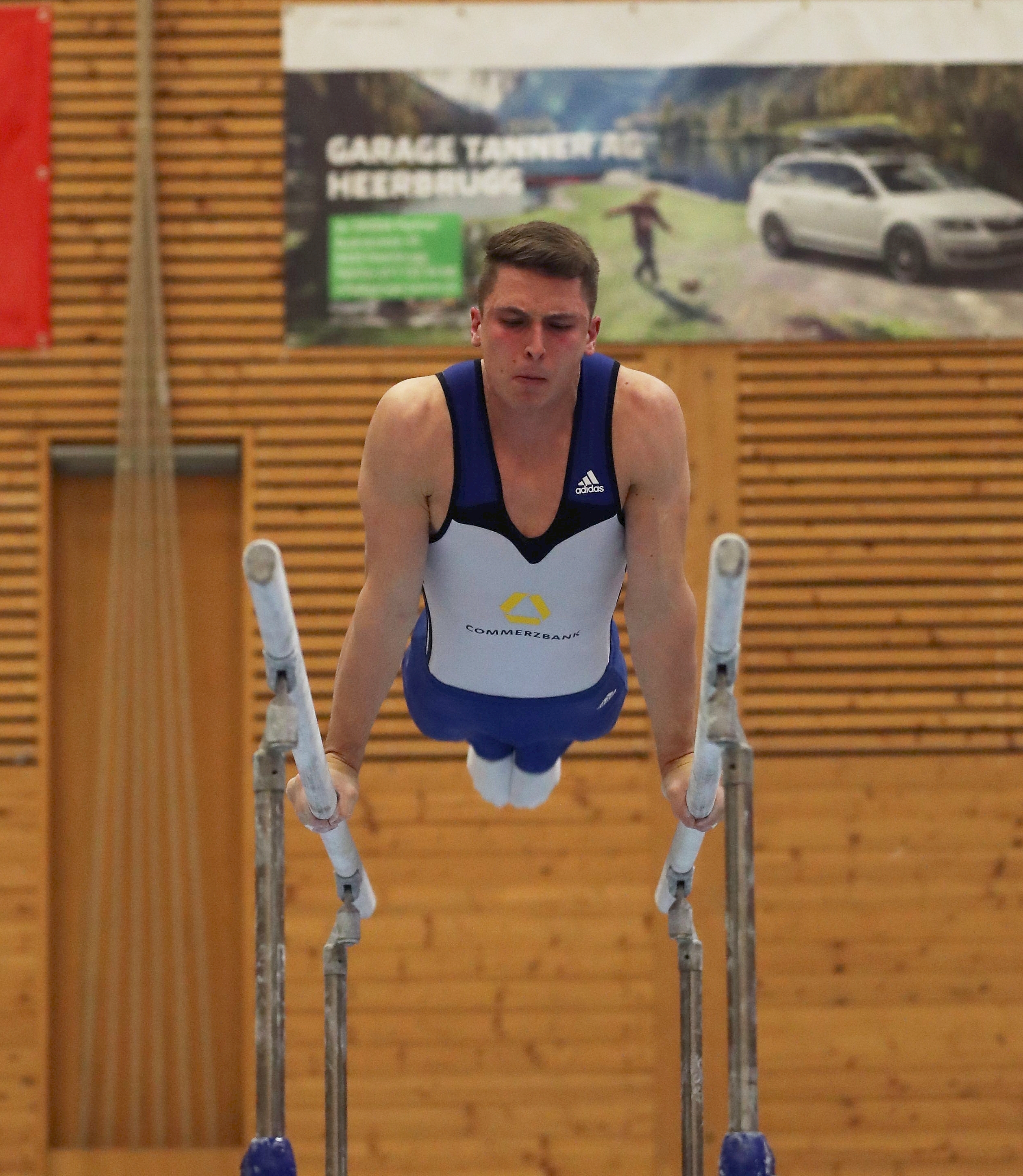
Carlo Hörr (* 1998)

- Horr, Franz (1913–1974), österreichischer Politiker (SPÖ), Abgeordneter zum Nationalrat
- Hörr, Joseph (1732–1785), deutscher Bildhauer und Holzschnitzer
- Hörr, Laurents (* 1997), deutscher Autorennfahrer
- Horr, Lorenz (1942–2023), deutscher Fußballspieler
- Hörr, Manuel (* 2004), deutscher Handballspieler
- Horr, Ralph (1884–1960), US-amerikanischer Politiker
- Horr, Roswell G. (1830–1896), US-amerikanischer Politiker

### Horra
- Horrabin, Frank (1884–1962), britischer Autor, Cartoonist und Politiker (Labour Party)
- Horrach, Joan (* 1974), spanischer Radrennfahrer

### Horre
- Horrebow, Christian Pedersen (1718–1776), dänischer Astronom
- Horrebow, Peder (1679–1764), dänischer Astronom
- Horrem, Iver Andreas (* 1977), norwegischer Beachvolleyballspieler
- Hörren, Thomas (* 1989), deutscher Entomologe und Koleopterologe
- Horrent, Jules (1920–1981), belgischer Romanist, Hispanist, Italianist, Lusitanist und Mediävist
- Horrer, George Adam (1754–1822), deutscher lutherischer Theologe und Kirchenlieddichter
- Horres, Gregor (* 1960), deutscher Regisseur und Hochschullehrer
- Horres, Kurt (1932–2023), deutscher Regisseur, Theaterintendant und Hochschullehrer

### Horri
- Horrich, Maximilian von (1662–1721), Abt von Corvey
- Horrich, Zachäus ab (1561–1633), Priester und Offizial in Köln
- Horrichem, Johannes (1598–1661), deutscher Geistlicher, fünfunddreißigster Abt der Prämonstratenserabtei Steinfeld
- Horrichem, Stephan (1607–1686), deutscher Prior des Prämonstratenserklosters Reichenstein
- Horrichs, Hans (1900–1987), deutscher Kommunalpolitiker und Wahlbeamter
- Horrigan, Sam (* 1981), US-amerikanischer Schauspieler
- Horrillo, Pedro (* 1974), spanischer Radrennfahrer
- Hørring, Hugo Egmont (1842–1909), Jurist und Politiker, dänischer Regierungschef (1897–1900)
- Hørring, Richard (1875–1943), dänischer Ornithologe
- Horrix, Hendrikus Matheus (1845–1923), niederländischer Genremaler und Möbeldesigner
- Horrix, Hermann (1859–1930), deutscher Sonderpädagoge und Heilpädagoge

### Horrl
- Hörrle, Oskar (* 1912), deutscher Kaufmann

### Horrm
- Hörrmann, Albert (1899–1980), deutscher Schauspieler
- Horrmann, Heinz (1943–2025), deutscher Gastronomiekritiker, Journalist und Buchautor
- Horrmann, Horst (* 1941), deutscher Pädagoge und Politiker (CDU), MdL
- Horrmann, Johann Gottfried (1765–1843), Politiker Freie Stadt Frankfurt
- Horrmeyer, Ferdy (1890–1978), deutscher Maler und Grafiker

### Horro
- Horrocks, Brian (1895–1985), britischer Generalleutnant
- Horrocks, Ewan (* 2002), britischer Schauspieler
- Horrocks, Geoffrey (* 1951), britischer Sprachwissenschaftler, Klassischer Philologe, Byzantinist und Neogräzist
- Horrocks, Jane (* 1964), britische Schauspielerin, Synchronsprecherin, Drehbuchautorin und Sängerin
- Horrocks, Jeremiah (1618–1641), englischer Astronom
- Horrocks, John (1816–1881), britischer Angler und Autor und Pionier der Fliegenfischerei in Europa

### Horry
- Horry, Robert (* 1970), US-amerikanischer BasketballspielerRobert Horry (* 1970)

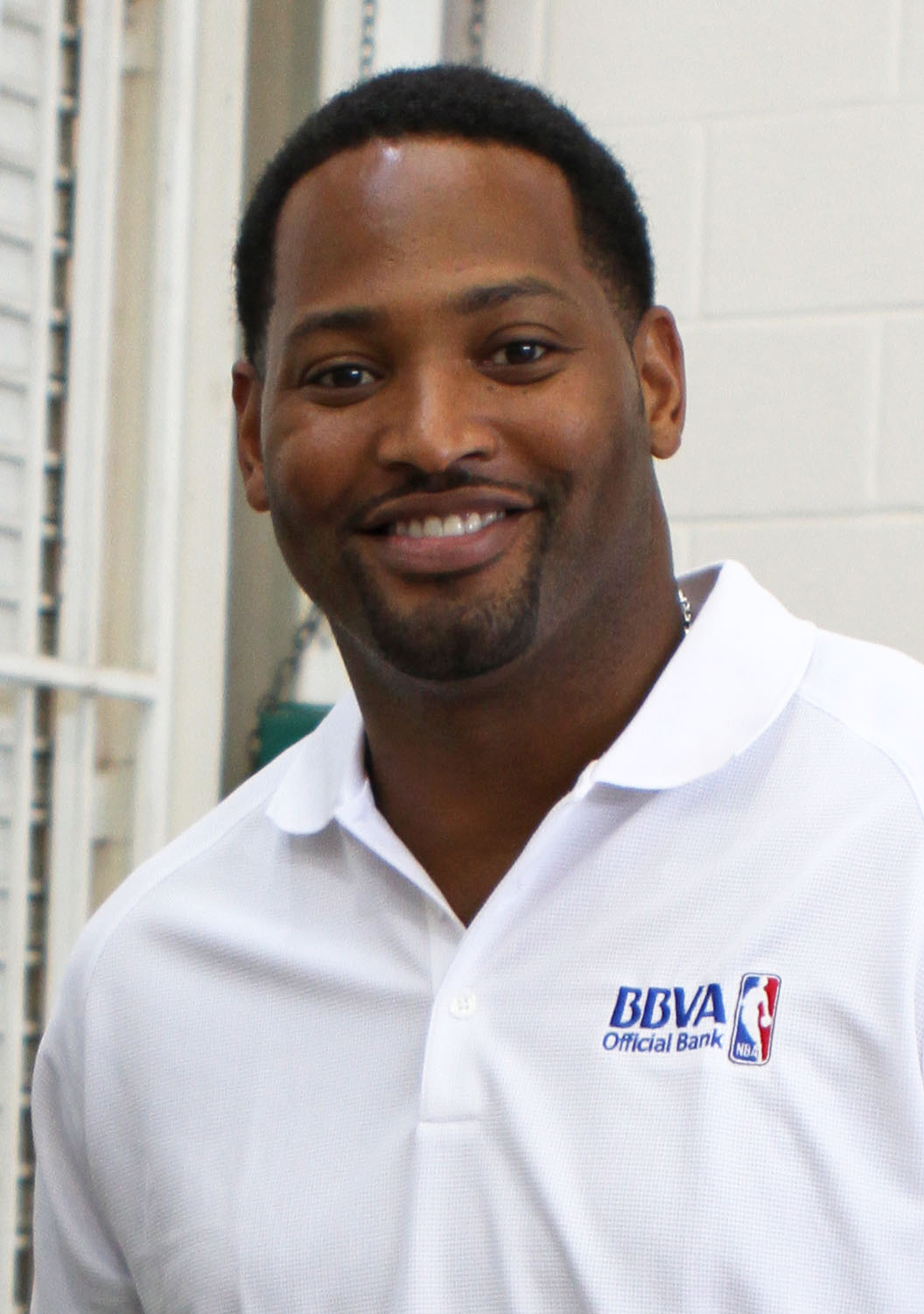
Robert Horry (* 1970)

- Horry, William Frederick (1843–1872), britischer Mörder